# Le streghe di Oz
Le streghe di Oz (The Witches of Oz) è una miniserie televisiva in due puntate del 2011 diretta da Leigh Scott, basata sui romanzi Il meraviglioso mago di Oz, Ozma, regina di Oz, La strada per Oz e The Magic of Oz scritti da L. Frank Baum.
Successivamente, dal 10 febbraio 2012, l'opera è stata proiettata come un unico film nelle sale cinematografiche statunitensi, con il titolo Dorothy and the Witches of Oz.
In Italia la miniserie è stata trasmessa in prima visione sul canale televisivo Fox il 22 e il 29 agosto 2011.

## Trama
Dorothy Gale è un'autrice di libri per bambini, basate su storie che lei ha vissuto. La sua vita viene sconvolta quando Billy, rappresentante editoriale, chiama Dorothy a vivere a New York e le propone di pubblicarle i libri da lei scritti.
In breve Dorothy scopre che i suoi libri non sono solamente fantasia, ma una storia da lei personalmente vissuta. Nel corso del film, con l'aiuto di alcuni suoi amici, cercherà di fermare la cattiva strega del Ovest.